# Joanna Hogg
Joanna Hogg (ur. 20 marca 1960 w Londynie) – brytyjska reżyserka, scenarzystka i producentka filmowa, związana z kinem niezależnym.

## Życiorys
Ukończyła reżyserię na uczelni National Film and Television School. Jej wczesnym mentorem był Derek Jarman, a pierwszym i zarazem dyplomowym filmem - krótkometrażówka Kaprys (1986) z muzą Jarmana Tildą Swinton w roli głównej. Wkróce potem Hogg zajęła się tworzeniem teledysków. Przez wiele lat pracowała też dla brytyjskiej telewizji.
Jej fabularnym debiutem reżyserskim byli Niezwiązani (2007). Opowieść o czterdziestoletniej singielce na wakacjach w Toskanii cieszyła się dużym uznaniem i zdobyła Nagrodę FIPRESCI na MFF w Londynie. Później Hogg nakręciła Archipelag (2010) i Wystawę (2013). 
Międzynarodowy sukces artystyczny osiągnęła dzięki dyptykowi Pamiątka (2019) i Pamiątka: Część II (2021). Pierwsza część przyniosła jej główną nagrodę na Sundance Film Festival, druga zaś miała swoją premierę w ramach sekcji "Quinzaine des réalisateurs" na 74. MFF w Cannes.
Jej najnowszy film, The Eternal Daughter (2022) z ulubioną Tildą Swinton w roli głównej, startuje w konkursie głównym na 79. MFF w Wenecji.
Hogg zasiadała w jury konkursu głównego na 77. MFF w Wenecji (2020).